# Turmhügel Schmidgaden
Der Turmhügel Schmidgaden ist eine abgegangene mittelalterliche Turmhügelburg (Motte) im westlichen Bereich der Gemeinde Schmidgaden im Oberpfälzer Landkreis Schwandorf von Bayern. Die Anlage wird als Bodendenkmal unter der Aktennummer 	D-3-6538-0037 im Bayernatlas als „mittelalterlicher Turmhügel“ geführt.

## Beschreibung
Der Turmhügel liegt heute zwischen der Schulstraße und der Oberen Dorfstraße. Im Urkataster von Bayern von etwa 1830 ist die damals außerhalb des Dorfes gelegene und annähernd kreisrunde Anlage mit einem Außenwall noch gut zu erkennen. Sie hatte einen Durchmesser von 40 m. Zwischenzeitlich ist die Anlage rezent überbaut (Schulstraße 2). 